# Coupe du monde de triathlon 2003
Navigation
Édition précédente Édition suivante
La coupe du monde de triathlon 2003 est composée de 18 courses organisées par la Fédération internationale de triathlon (ITU). Chacune des courses est disputée au format olympique soit 1500 m de natation, 40 km de cyclisme et 10 km de course à pied.

## Étapes de l'épreuve
| Date         | Lieu           | Format | Homme                  | Femme             |
| ------------ | -------------- | ------ | ---------------------- | ----------------- |
| 13 avril     | Ishigaki       | M      | Greg Bennett           | Barbara Lindquist |
| 26 avril     | St. Petersburg | M      | Tim Don                | Laura Bennett     |
| 7 juin       | Tongyeong      | M      | Chris Hill             | Laura Bennett     |
| 15 juin      | Gamagori       | M      | Peter Robertson        | Liz Blatchford    |
| 13 juillet   | Edmonton       | M      | Simon Whitfield        | Barbara Lindquist |
| 20 juillet   | Corner Brook   | M      | Hamish Carter          | Jill Savege       |
| 27 juillet   | Salford        | M      | Andrew Johns           | Pip Taylor        |
| 3 août       | Tiszaújváros   | M      | Volodymyr Polikarpenko | Anja Dittmer      |
| 10 août      | New York       | M      | Simon Whitfield        | Rina Hill         |
| 6 septembre  | Hambourg       | M      | Andrew Johns           | Anja Dittmer      |
| 12 septembre | Nice           | M      | Frank Bignet           | Anja Dittmer      |
| 21 septembre | Madrid         | M      | Hunter Kemper          | Vanessa Fernandes |
| 13 octobre   | Makuhari       | M      | Courtney Atkinson      | Emma Snowsill     |
| 19 octobre   | Funchal        | M      | Ivan Rana              | Sheila Taormina   |
| 25 octobre   | Athènes        | M      | Rasmus Henning         | Michellie Jones   |
| 2 novembre   | Cancún         | M      | Volodymyr Polikarpenko | Natasha Filliol   |
| 9 novembre   | Rio de Janeiro | M      | Volodymyr Polikarpenko | Carla Moreno      |
| 23 novembre  | Geelong        | M      | Craig Walton           | Wieke Hoogzaad    |

## Par nation
| Rang | Nation           | Victoires |
| ---- | ---------------- | --------- |
| 1    | Australie        | 9         |
| 2    | États-Unis       | 6         |
| 3    | Canada           | 4         |
| 3    | Royaume-Uni      | 4         |
| 5    | Allemagne        | 3         |
| 5    | Ukraine          | 3         |
| 7    | Brésil           | 1         |
| 7    | Danemark         | 1         |
| 7    | Espagne          | 1         |
| 7    | France           | 1         |
| 7    | Pays-Bas         | 1         |
| 7    | Portugal         | 1         |
| 7    | Nouvelle-Zélande | 1         |

## Classements généraux
| Rang               | Nom                    |
| ------------------ | ---------------------- |
| Médaille d'or      | Greg Bennett           |
| Médaille d'argent  | Ivan Rana              |
| Médaille de bronze | Bevan Docherty         |
| 4                  | Volodymyr Polikarpenko |
| 5                  | Andrew Johns           |
| 6                  | Craig Watson           |
| 7                  | Chris Hill             |
| 8                  | Hamish Carter          |
| 9                  | Dmitriy Gaag           |
| 10                 | Peter Robertson        |

| Rang               | Nom               |
| ------------------ | ----------------- |
| Médaille d'or      | Barbara Lindquist |
| Médaille d'argent  | Laura Reback      |
| Médaille de bronze | Michellie Jones   |
| 4                  | Sheila Taormina   |
| 5                  | Jill Savege       |
| 6                  | Carol Montgomery  |
| 7                  | Anja Dittmer      |
| 8                  | Liz Blatchford    |
| 9                  | Kathleen Smet     |
| 10                 | Mariana Ohata     |